# Thecla immaculata
Thecla immaculata är en fjärilsart som beskrevs av Cockle 1910. Thecla immaculata ingår i släktet Thecla och familjen juvelvingar. Inga underarter finns listade i Catalogue of Life.